# Tipula (Platytipula) perhirtipes
Tipula (Platytipula) perhirtipes is een tweevleugelige uit de familie langpootmuggen (Tipulidae). De soort komt voor in het Nearctisch gebied.